# Лесьна (Підляське воєводство)
Лесьна (пол. Leśna) — село в Польщі, у гміні Наровка Гайнівського повіту Підляського воєводства.
Населення — 45 осіб (2011).
У 1975-1998 роках село належало до Білостоцького воєводства.

## Демографія
Демографічна структура станом на 31 березня 2011 року:
|          | Загалом | Допрацездатний вік | Працездатний вік | Постпрацездатний вік |
| -------- | ------- | ------------------ | ---------------- | -------------------- |
| Чоловіки | 27      | 5                  | 18               | 4                    |
| Жінки    | 18      | 3                  | 9                | 6                    |
| Разом    | 45      | 8                  | 27               | 10                   |